# Papiliolebias
Papiliolebias là một chi cá trong họ Aplocheilidae gồm các loài cá bản địa của vùng Nam Mỹ.

## Các loài
Hiện hành có 05 loài được ghi nhận trong chi này:
- Papiliolebias ashleyae D. T. B. Nielsen & Brousseau, 2014 [1]
- Papiliolebias bitteri (W. J. E. M. Costa, 1989)
- Papiliolebias francescae Valdesalici & Brousseau, 2014 [2]
- Papiliolebias habluetzeli Valdesalici, D. T. B. Nielsen, Brousseau & Phunkner, 2016 [3]
- Papiliolebias hatinne Azpelicueta, Butí & G. B. García, 2009